# 福岡県道530号畦町村山田線
福岡県道530号畦町村山田線（ふくおかけんどう530ごう あぜまちむらやまだせん）は、福岡県福津市から宗像市に至る一般県道である。

## 概要
福津市畦町から宗像市村山田に至る。
国道3号交点から終点までは、幅員が狭小となっており、特にJR九州鹿児島本線をくぐるトンネルは幅1.7 m、高さ2.1 mの制限となっている。

### 路線データ
- 起点：福津市畦町（畦町東交差点、福岡県道503号町川原赤間線交点）
- 終点：宗像市村山田（福岡県道97号福間宗像玄海線交点）

## 地理

### 通過する自治体
- 福津市
- 宗像市

### 交差する道路
| 交差する道路               | 市町村名 | 交差する場所 | 交差する場所        |
| -------------------------- | -------- | ------------ | ------------------- |
| 福岡県道503号町川原赤間線  | 福津市   | 畦町         | 畦町東交差点 / 起点 |
| 国道3号 / 宗像バイパス     | 福津市   | 八並         | 八並交差点          |
| 福岡県道97号福間宗像玄海線 | 宗像市   | 村山田       | 終点                |

### 交差する鉄道
- 鹿児島本線

### 沿線
- 八並公民館